# Lijst van burgemeesters van Rijssen
Dit is een lijst van burgemeesters van de voormalige Nederlandse gemeente Rijssen  in de provincie Overijssel. Per 1 januari 2001 is Rijssen opgegaan in de nieuwe gemeente Rijssen-Holten (tot 15 maart 2003 genaamd gemeente Rijssen).

## burgemeesters van de stad Rijssen
| Ambtsperiode | Naam burgemeester     | Partij of stroming | Bijzonderheden |
| ------------ | --------------------- | ------------------ | -------------- |
| 1603         | Reint Peters          |                    |                |
| 1603         | Gerdt Stockens        |                    |                |
| 1646         | Toenis ter Keurst     |                    |                |
| 1684 ~ 1691  | Gerrit Willem Wychman |                    |                |
| 1707 ~ 1710  | Abraham Regter        |                    |                |
| 1710         | Henrik Holtman        |                    |                |
| ca. 1715     | Helmigh               |                    |                |
| 1719         | Abraham ter Hermsel   |                    |                |
| 1727         | Jan Janssen           |                    |                |
| 1746         | Gerrit Janssen        |                    |                |
| 1770         | Jan ter Horst         |                    |                |
| 1770 ~ 1780  | Jan Reint Janssen     |                    |                |
| 1770 ~ 1793  | Gerrit ten Woelthuis  |                    |                |
| 1770 ~ 1780  | Gerrit Stokkers       |                    |                |
| 1770 ~ 1780  | Gerrit Flierman       |                    |                |
| 1770 ~ 1780  | Arent ten Bosch       |                    |                |
| 1780         | Jan ter Horst jr.     |                    |                |
| 1793         | Henricus Dikkers      |                    |                |
| 1793         | Jan van 't Veen       |                    |                |
| 1793         | Gerh. Baan            |                    |                |
| 1793         | Arent Jan Stokkers    |                    |                |
| 1793         | Jan Hofman Bart.z.    |                    |                |
| ca. 1795     | Petrus Immink         |                    |                |

## burgemeesters van de gemeente Rijssen
| Ambtsperiode | Naam burgemeester             | Partij of stroming | Bijzonderheden                                                             |
| ------------ | ----------------------------- | ------------------ | -------------------------------------------------------------------------- |
| 1811-1818    | G.F. de Bruyn                 |                    |                                                                            |
| 1818-1820    | Jan Janssen                   |                    |                                                                            |
| 1820-1844    | Jan Dikkers (1784-1849)       |                    |                                                                            |
| 1844-1850    | Hendrik Jan Aeyelts Averink   |                    | overleed 24 januari 1868                                                   |
| 1851-1868    | Gerhardus Jan Hendrik Janssen |                    |                                                                            |
| 1868-1904    | Hendrik Johannes van Opstall  |                    |                                                                            |
| 1904-1913    | T. Lodder Kzn.                |                    | was burgemeester van Oostzaan (1901-1904), werd burgemeester van Hoogeveen |
| 1913-1937    | Johannes Knottenbelt          |                    | was burgemeester van Hengelo (Gld.)                                        |
| 1937-1944    | Wijnand Zeeuw                 | ARP                |                                                                            |
| 1944-1945    | P.J. Drewes                   | NSB                | waarnemend, tevens burgemeester van Holten                                 |
| 1945         | Arie (A.) van de Graaff       | NSB                | waarnemend, eerder burgemeester van Steenbergen                            |
| 1945         | R. Bosma                      |                    | de gemeentesecretaris, waarnemend tot de terugkeer van burgemeester Zeeuw  |
| 1945-1957    | Wijnand Zeeuw                 | ARP                | overleed 3 maart 1957                                                      |
| 1957-1970    | C.B.J. Landweer               | ARP                | was burgemeester van Wijk en Aalburg en Veen                               |
| 1970-1989    | Gerrit Jan Smit               | SGP                | was wethouder van Zeist                                                    |
| 1989-2000    | Engelbert van Voorden         | SGP                | was burgemeester van IJsselmuiden                                          |